# Rolf Schwartmann

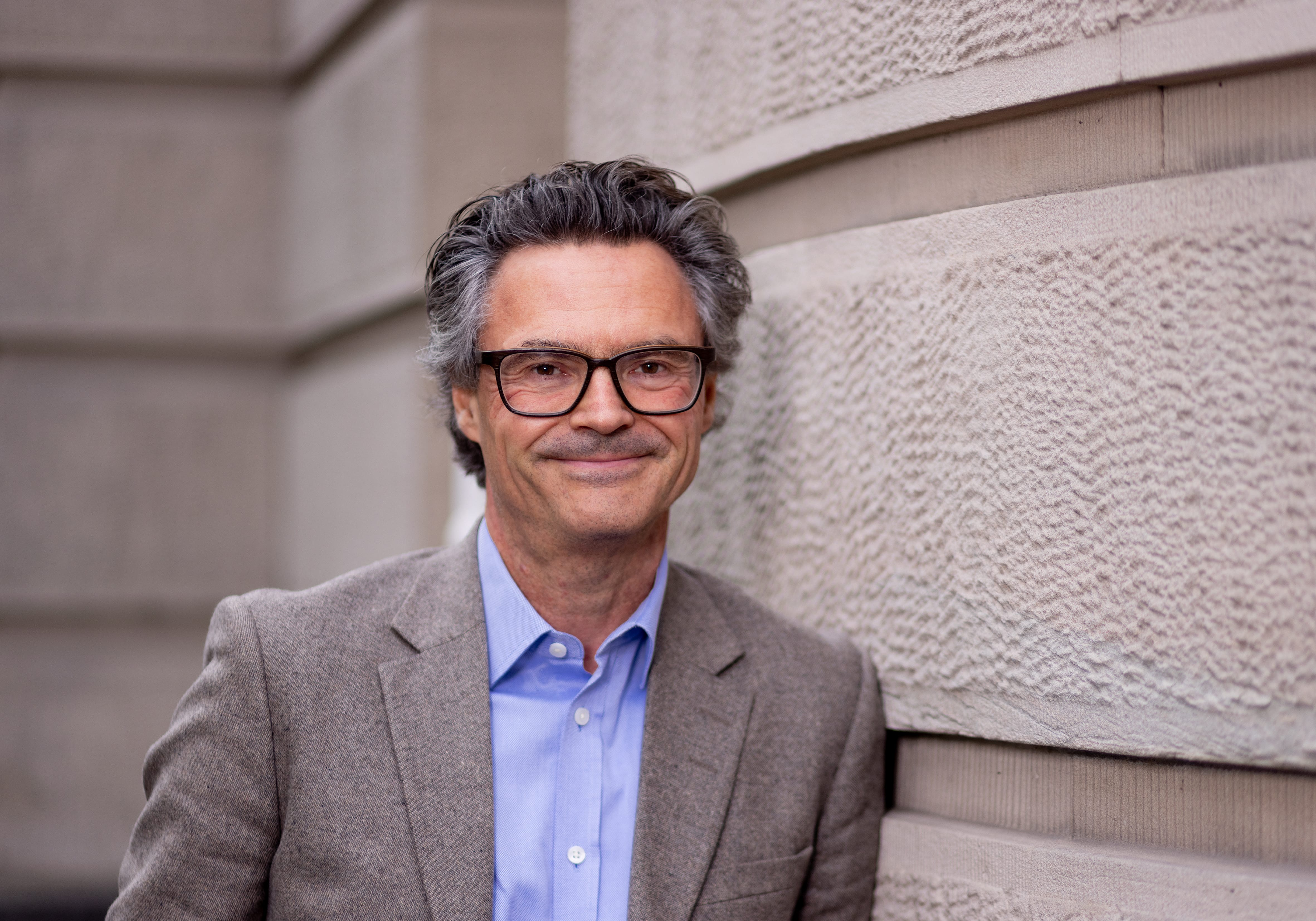
Rolf Schwartmann, 2022 - TH Köln/Thilo Schmülgen

Rolf Schwartmann (* 1965 in Düren) ist ein deutscher Jurist und seit 2004 Professor an der Technischen Hochschule Köln.

## Leben
Schwartmann wuchs in Würselen bei Aachen auf.
Er studierte von 1986 bis 1992 Rechtswissenschaften in Gießen, Bonn und Köln. 1992 absolvierte Schwartmann das erste juristische Staatsexamen. Im Anschluss arbeitete er von 1992-1996 am Institut für Staatsrecht der Universität zu Köln, wo er 1995 mit einer Arbeit über das Thema Verfassungsfragen der Allgemeinfinanzierung politischer Parteien promovierte. Sein Referendariat absolvierte er von 1994-1996 beim Oberlandesgericht Köln. Nach dem zweiten juristischen Staatsexamen im Jahr 1996 arbeitete Schwartmann bis 2000 als Rechtsanwalt und Fachanwalt für Verwaltungsrecht in einer Kölner Rechtsanwaltskanzlei. Von 2000 bis 2004 war er als wissenschaftlicher Assistent an der Johannes Gutenberg-Universität Mainz tätig. 2004 habilitierte er sich in Mainz mit einer Arbeit über Private im Wirtschaftsvölkerrecht, womit ihm die universitäre Lehrbefugnis für Öffentliches Recht, Völker- und Europarecht verliehen wurde. Seit 2004 ist Schwartmann Professor insbesondere für Öffentliches und Internationales Wirtschaftsrecht an der Technischen Hochschule Köln. Seit 2006 ist er Leiter der von ihm gegründeten Kölner Forschungsstelle für Medienrecht und seit 2012 Vorsitzender der Gesellschaft für Datenschutz und Datensicherheit (GDD). Zudem ist er Vorsitzender des Prüfungsausschusses der Fakultät für Wirtschafts- und Rechtswissenschaften der Technischen Hochschule Köln.

## Forschung
Die Forschungsschwerpunkte Schwartmanns sind das Medienrecht, das Datenrecht und das Recht der Digitalisierung sowie das Recht der Künstlichen Intelligenz. Er ist regelmäßig Sachverständiger bei Sachverständigenanhörungen des Bundestages und von Landtagen zu diesen Themen. Er ist Mitunterzeichner der Initiative „Der Europäische Weg“.
Schwartmann ist regelmäßig Gastautor der Frankfurter Allgemeinen Zeitung und wöchentlicher Kolumnist des Kölner Stadt-Anzeiger und des EXPRESS.

## Kölner Forschungsstelle für Medienrecht
Schwartmann ist Leiter der Kölner Forschungsstelle für Medienrecht, die 2006 an der Fakultät für Wirtschafts- und Rechtswissenschaften zur Verbindung von Wissenschaft und Praxis gegründet wurde. Er ist zudem Leiter des seit 2008 jährlich angebotenen Masterstudiengangs Medienrecht und Medienwirtschaft. Die Forschungsstelle veranstaltet das Kölner Mediensymposium und jährlich eine Veranstaltung zur Studiengangseröffnung „Medienrecht trifft Medienwirtschaft“. Der Beirat der Kölner Forschungsstelle für Medienrecht verleiht jährlich einen Preis für die beste Abschlussarbeit des Studienganges in Form einer Medaille, die von Heribert Calleen gestaltet wurde. Vorzügliche Abschlussarbeiten werden in der von Schwartmann und Christian-Henner Hentsch herausgegebenen Schriftenreihe „Medienrecht und Medienwirtschaft“ veröffentlicht. 2012 legte die Forschungsstelle im Auftrag des Bundesministerium für Wirtschaft und Energie eine Studie zu Modellen zur Versendung von Warnhinweisen durch Internet-Zugangsanbieter an Nutzer bei Urheberrechtsverletzungen vor. 2009 erstellte Schwartmann ein Gutachten für die Landesregierung Nordrhein-Westfalens (Beteiligung von Presseunternehmen am Rundfunk in Nordrhein-Westfalen – Rechtsgutachten zur Novellierung des § 33 Abs. 3 LMG NRW), das wesentlich in die Novelle des dortigen Medienkonzentrationsrechts einfloss.

## Funktionen
Schwartmann ist im Ehrenamt seit 2012 Vorsitzender der „Gesellschaft für Datenschutz und Datensicherheit e.V.“ (GDD). Er ist ständiger Sachverständiger des Deutschen Hochschulverbandes für IT-, KI- und Datenrecht. Außerdem ist er Vorsitzender des Forums Daten und Digitalisierung der European netID Foundation, die das Ziel verfolgt, mit dem Single-Sign-on-Standard netID eine transparente und europäische Alternative zu den US-Plattformen zu etablieren. Das Forum veranstaltet einmal im Jahr ein Symposium. Schwartmann ist Mitglied im Security Advisory Board von Icertis, einem amerikanisch-indischen Unternehmen mit einem Schwerpunkt auf KI und Vertragsmanagement. 2018 wurde Schwartmann in die Datenethikkommission der Bundesregierung berufen, die 2019 ihren Abschlussbericht vorgelegt hat. Seit 2015 wirkt er im Rahmen des Digital-Gipfels der Bundesregierung in Gremien des Bundesinnenministeriums mit. Er ist Mitglied der Vereinigung der deutschen Staatsrechtslehrer. Er vertritt den Landtag NRW vor dem Bundesverfassungsgericht in einem datenrechtlichen Verfahren.

## Werke (Auszug)

### Autor
- Private im Wirtschaftsvölkerrecht Mohr Siebeck, 2005, ISBN 978-3-16-148457-5.
- Verfassungsfragen der Allgemeinfinanzierung politischer Parteien, Duncker & Humblot, 1995, ISBN 978-3-428-08483-8.

### Mitautor
- Medienrecht, 7. Auflage, C.F. Müller, 2023, ISBN 978-3-8114-5907-6 (mit Dieter Dörr und Robin Mühlenbeck).

### Herausgeberschaften

#### Kommentare
- DS-GVO/BDSG, 3. Auflage, C.F. Müller, 2024, ISBN 978-3-8114-5656-3 (mit Andreas Jaspers, Gregor Thüsing und Dieter Kugelmann).
- TTDSG, C.F. Müller, 2022, ISBN 978-3-8114-5753-9 (mit Andreas Jaspers und Jens Eckhardt).
- Landesmediengesetz NRW und WDR-Gesetz, C.F. Müller, 2022, ISBN 978-3-8114-3643-5 (mit Stefan Sporn).

#### Handbücher
- Datenschutz im Internet, C.H. Beck, 2025, ISBN 978-3-406-78340-1 (mit Kristin Benedikt und Yvette Reif).
- KI-VO. Leitfaden für die Praxis, 2. Auflage, C.F. Müller, 2024, ISBN 978-3-8114-6642-5 (mit Tobias Keber und Kai Zenner).
- Praxishandbuch Medien-, IT- und Urheberrecht, 4. Auflage, C.F. Müller, 2018, ISBN 978-3-8114-4662-5.

#### Zeitschriften
- Recht der Datenverarbeitung (RDV), ISSN 0178-8930 (mit Andreas Jaspers und Gregor Thüsing).
- Zeitschrift für Europäisches Daten- und Informationsrecht (EuDIR), ISSN 2944-4551 (geschäftsführender Herausgeber mit Kristin Benedikt).

#### Schriftenreihen
- Young Academics: Medienrecht und Medienwirtschaft (mit Christian-Henner Hentsch).
- Öffentliches und Internationales Recht - res publica (mit Dieter Dörr und Udo Fink).

#### Textsammlungen
- Datenrecht, C.F. Müller, 2024, ISBN 978-3-8114-6453-7 (mit Moritz Köhler).
- Völker- und Europarecht, 12. Auflage, C.F. Müller, 2022, ISBN 978-3-8114-5955-7.

### Varia
Schwartmann bespricht im Dataagenda Datenschutzpodcast mit Gästen Themen aus dem Bereich des Rechts der Daten und Digitalisierung.